# Степанов, Алексей Борисович
Алексей Борисович Степанов (14 февраля 1972 — 8 мая 2000, Тюбукское сельское поселение, Челябинская область) — советский, российский хоккеист, нападающий.

## Биография
Воспитанник челябинского спортклуба имени Чкалова, тренер Вячеслав Чернышов. В чемпионатах СССР — МХЛ — РХЛ играл за клубы «Крылья Советов» (1990/91 — 1993/94) и «Металлург» Магнитогорск (1994/95 — 1999/2000).
8 мая 2000 года, катаясь в лодке по озеру близ Снежинска, утонул в возрасте 28 лет.

## Достижения
- Чемпион России (1999)
- Серебряный призёр чемпионата России (1998)
- Бронзовый призёр чемпионатов СССР, России, МХЛ (1991, 1993,1995, 2000)
- Обладатель Кубка России (1998)
- Победитель Евролиги (1999, 2000)
- Победитель турнира на приз «Известий» в составе сборной России (1995)